# Från- och tilluftsventilation med värmeväxlare

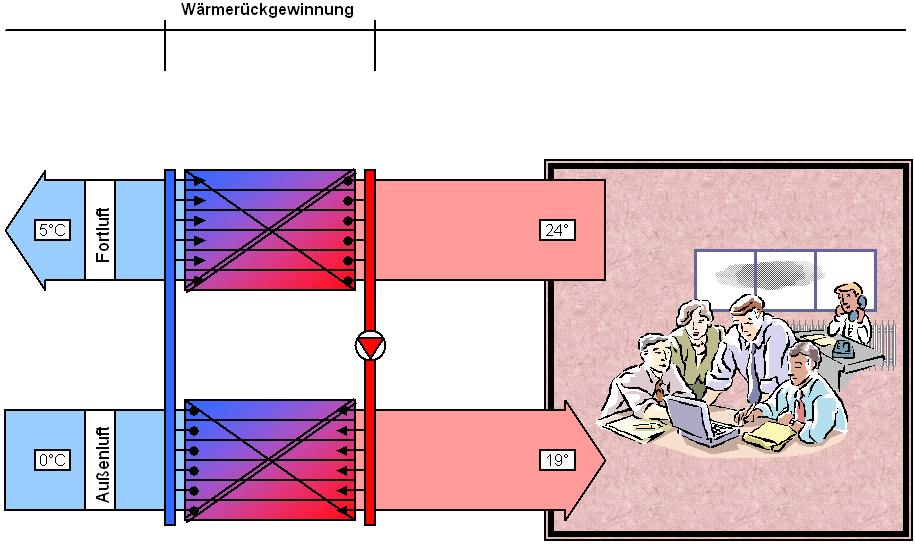
Principskiss.

Från- och tilluftsventilation med värmeåtervinning är en form av värmeåtervinning som ofta går under förkortningen 'FTX-system'. FTX-system är ett system där man använder värmen i frånluften för att värma den inkommande tilluften.

## Funktion
FTX-systemet fungerar genom att luft tas in i byggnaden antingen via galler placerade på fasaden, genom huvar placerade på taket eller via torn på marken. För att få den bästa luftkvalitén är det viktigt att man väljer placering av de olika intagen med omsorg. Skall man exempelvis ha huvar är det av största vikt att man placerar huvarna så högt upp på byggnaden som möjligt samt långt ifrån avluftshuvar. Om byggnaden istället tar in luft via galler är det viktigt att intaget inte är för stort så att lufthastigheten överstiger 2,5 m/s, då så höga hastigheter ger risk att snö och regn följer med luften, vilket kan skapa korrosion eller blöta ner filtret.
Luften passerar först en intagskanal. Intagskanalen leder till spjället som finns till för att injustera luftflödet, stänga luftintaget, reglera luftflödet under drift samt skydda mot spridning av brandgas, rök eller brand. Spjället kan stängas både manuellt eller med hjälp av en motor. Skall man stänga spjället manuellt är det av största vikt att man inte stänger det för snabbt, det kan nämligen resultera i att luften stryps för kraftigt vilket kan resultera i att oljud skapas och fortplantar sig i byggnaden. Det finns flera olika typer av spjäll som har olika slags funktioner (intagsspjäll, injusteringsspjäll, brandgasspjäll).
Nästa process i systemet är att luften passerar ett tilluftsfilter som renar den inkommande luften från orenheter som partiklar, ångor och gaser. Det finns olika filterklasser med olika förmåga och kapacitet att rena luften. De klasser som finns för filter är grundfilter, finfilter och mikrofilter.
Efter att luften har passerat tilluftsfiltret så kommer luften fram till det som kännetecknar FTX-system, nämligen värmeväxlaren. Det finns olika slags värmeväxlare som alla varierar i temperaturverkningsgrad. De värmeväxlare som finns är roterande värmeväxlare, plattvärmeväxlare och vätskekopplad värmeväxlare. Det är värmeväxlaren i systemet som återvinner värmen i  frånluften för att värma tilluften. Efter att ha passerat värmeåtervinnaren passerar tilluften luftvärmebatteriet och eventuellt även ett kylbatteri. Luftvärmebatteriet har till att fungera som en hjälpande hand till värmeåtervinnaren. Med andra ord används luftvärmebatteriet vid månader då det är mycket låga utomhustemperaturer. Luftvärmebatterierna är oftast vattenburna (lamellrörsbatterier) men det finns även elvärmebatterier. Kylbatteri (även kallat luftkylare) fungerar precis som ett luftvärmebatteri fast den avger kyla istället.
Nästa steg i processen är att luften leds till tilluftsfläkten. Beroende på vilket ventilationsflöde som behövs bestämmer vilken typ av fläkt som lämpar sig bäst i systemet. De olika fläkttyper som finns är radialfläktar, axialfläktar och kammarfläktar. När luften har passerat tilluftsfläkten går luften till en kanal som leder till en ljuddämpare innan luften släpps ut till rummet där den kommer ut som tilluft. Tilluften blir sedan till avluft som måste ut ur byggnaden.
Avluften åker då till närmsta avluftsdon som leder avluften till ljuddämpare som är koppla till avluftskanalen. Avluftskanalen leder till frånluftsfiltret som renar avluften från skadliga partiklar. När avluften har passerat frånluftsfiltret kommer luften fram till värmeåtervinnaren igen där värmen som nämnt tidigare används för att värma den nyinkomna tilluften. Efter att frånluften har passerat värmeåtervinnaren när den frånluftsfläkten som leds till exempelvis avluftshuven.

## För - och nackdelar med FTX-system
Fördelar med ett FTX-system
- Återvinner värmen i frånluften vilket sparar energi och i längden pengar
- Erbjuder dragfri ventilationsluft
- Uteluften filtreras vilket minskar obehag för exempelvis allergiker med mera
- Erbjuder möjligheten att styra luftväxlingen
- Erbjuder även möjligheten att kyla tilluften vilket lämpar sig för verksamheter där den interna värmelasterna (teknik, människor) är större (kontor)

Nackdelar med ett FTX-system
- De två fläktarna kräver el
- Alla delsystem i systemet kräver mer regelbunden tillsyn
- Fläktarna samt donen kan orsaka oljud och buller
- Systemet tar plats då det krävs fläktrum samt fler kanaler
- En annan nackdel med att installera ett FTX-system är den initiala inköpskostnaden och installationskostnaden.